# Abdel Salam al-Majali
Abdal Salam al-Majali (Al Karak, 18 de febrero de 1925-Amán, 3 de enero de 2023) fue un médico y político jordano.
Fue dos veces primer ministro de Jordania.

## Biografía
Recibió su título de médico en la Universidad de Siria en 1949. Fue director de los servicios médicos para las fuerzas armadas jordanas, presidente de la Universidad de Jordania (1971-1976), y ministro de salud (1969-1970 y 1970-1971). Se desempeñó como asesor del rey Hussein a partir de finales de 1980.
Al-Majali sucedió a Mudar Badran como primer ministro entre el 19 de junio y el 21 de noviembre de 1991, cuando fue reemplazado por Zaid ibn Shaker.
Dos años después lo reemplazó, entre el 29 de mayo de 1993 y el 7 de enero de 1995, tiempo durante el cual se firmó el tratado de paz de 1994 entre Jordania e Israel. Fue sucedido por el mismo Zaid ibn-Shaker.
Más tarde volvió a ser primer ministro (sucediendo a Abdal Karim al-Kabariti) entre el 9 de marzo de 1997 y el 20 de agosto de 1998.
Después volvió a ser sucedido por Zaid ibn-Shaker, y Al Mayali fue designado senador.